# 多砲塔戰車

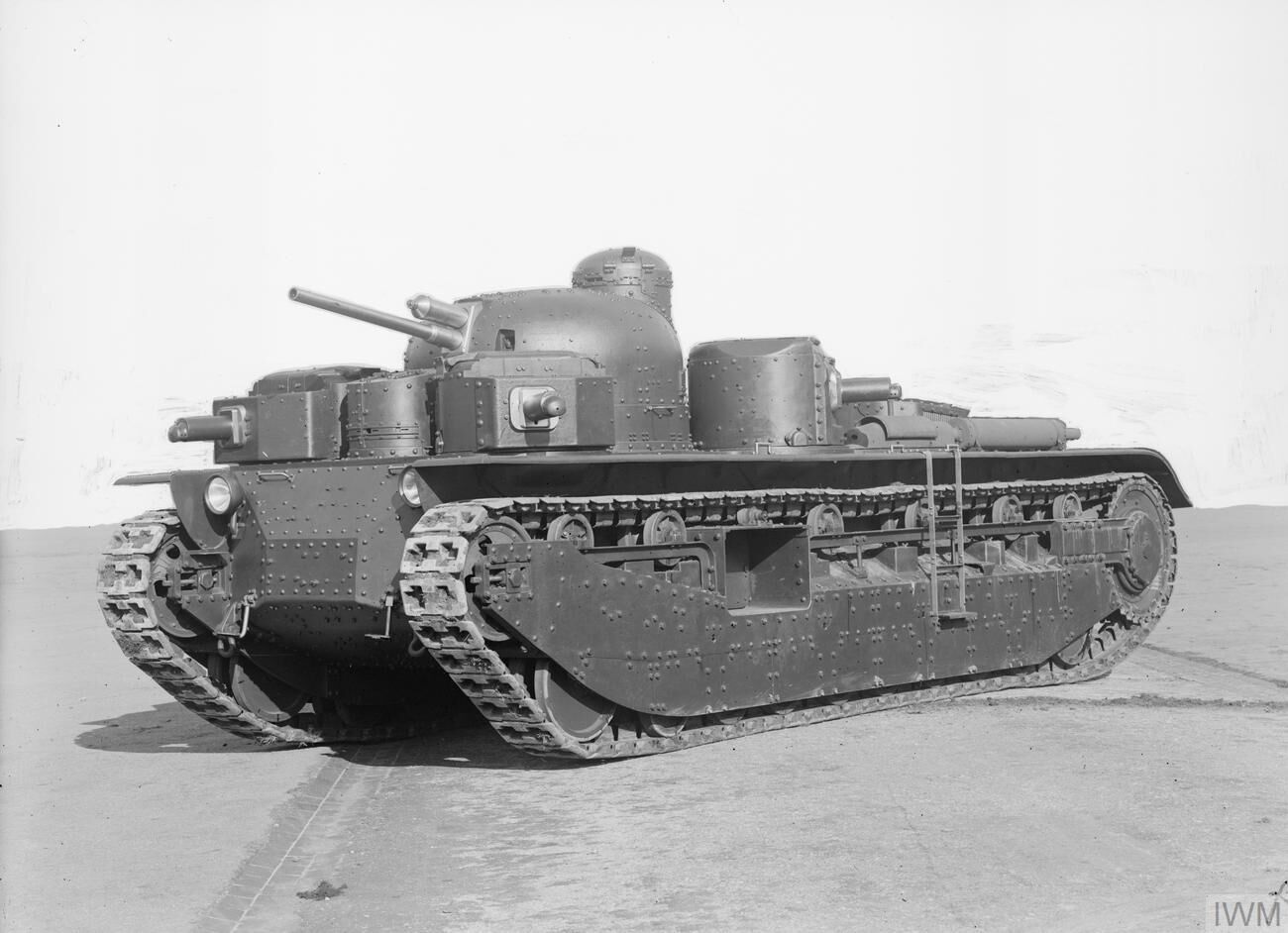
英國維克斯公司製維克斯A1E1獨立號重型坦克

多砲塔戰車（英語：multi-turret layout），是安裝數個砲塔的戰車。多砲塔戰車是，第一次世界大戰後，各國在面對日後戰車構型以及使用戰術上所做的嘗試。兩戰間，此種設計盛行了一段時間，也有數個國家採用。然而，實戰測試結果發現此設計不符合新一代坦克戰術需求，在二戰爆發後即迅速的退出戰場。

## 發展
戰車於第一次世界大戰投入戰場後，各國技術人員對此種新兵器加以修改以達到前線人員的需求。其中，雷諾FT-17安裝在車體上方的360度迴轉砲塔設計被認定為最有效率的戰車火力配置，結果，此種設計獲得各國大量採用。
第一次世界大戰結束後的期間，各國軍事研究者對於戰車的使用方式仍然沒有統一定論，但當時主流意見認為塹壕戰在下一次戰爭中仍然是戰爭的主要模式。作為突破壕溝的戰車，勢必需要複數以上的火力發揮力量，以獲在突破壕溝後進行周邊掃蕩的破壞力，因此必須在戰車上安裝複數以上的砲塔。
此種構想在一戰末期其實已經出現。代表為法國的Char FCM2C重型戰車，但由於戰爭結束，因此沒有量產。1920年代初期，英國參謀本部再次提出同樣的概念。1925年，英國的維克斯公司制造出了維克斯A1E1獨立號重型坦克。設計目的乃作為突破壕溝的戰車，獨立式重戰車除了車體中央的砲塔以外還安裝了4座機槍炮塔，此種設計震撼了各國的戰車製造業。
雖然多砲塔式戰車對各國陸軍有一定程度的吸引力，但是1929年爆發的全球經濟大崩盤造成各國財政吃緊，除了蘇聯以外，各國暫時擱置新戰車的開發及量產。
由於蘇聯在當時計劃經濟的協助下面對經濟崩盤的影響相對沒那麼大，因此整體財政並無困難。參考獨立式重戰車的設計後，蘇聯自行設計出了T-28中型戰車以及T-35重型戰車並投入量產；在第二次世界大戰爆發前蘇聯，成為全世界使用多砲塔戰車最多的國家。

## 實戰以及問題
採用多砲塔式戰車並進行實戰經驗的僅有蘇聯，在諾門罕戰役以及冬季戰爭中投入的多砲塔戰車，立刻就暴露出其重大問題。由於原先此構型戰車是用來突破壕溝，除了正面裝甲以外側面以及後面裝甲並不厚重，對於側後方敵軍是希望以機槍直接壓制，但是針對機動且戰線流動性高的非壕溝戰場時，此構想就完全破產。
在這兩場戰役之後，基本上歸納出多砲塔戰車的數種缺失：
1. 為了安裝複數砲塔導致戰車大型化重量直線上升，機動力低落
2. 為了減輕重量使得戰車無法安裝厚重裝甲
3. 操作人員過多導致戰車內部指揮混亂
4. 由於內部空間不足整備維修困難

總而言之，多砲塔戰車是對未來戰爭趨勢估計錯誤之下所誕生的產物，由於塹壕戰並非日後戰爭主流，以此種戰爭形態設計出來的產品自然也就失去立足之地，最終由主戰坦克取代。

## 各國研發製造之多砲塔戰車

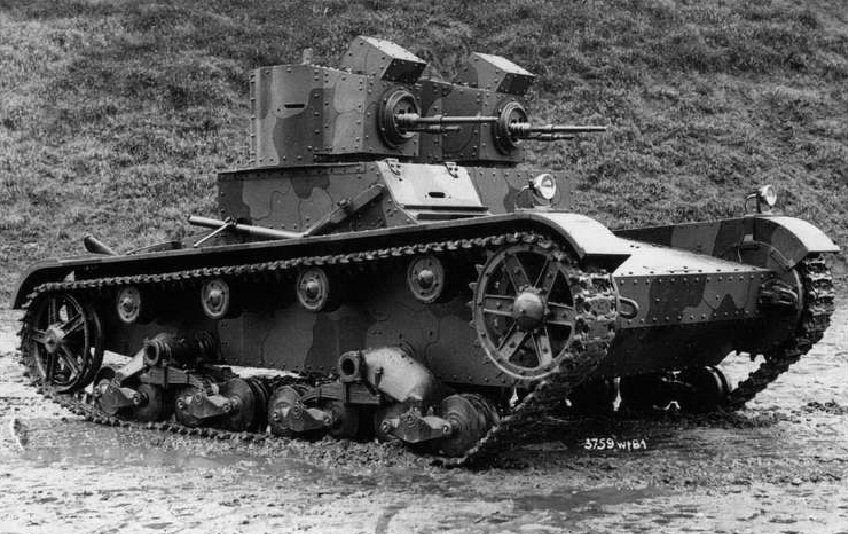
維克斯六噸A構型

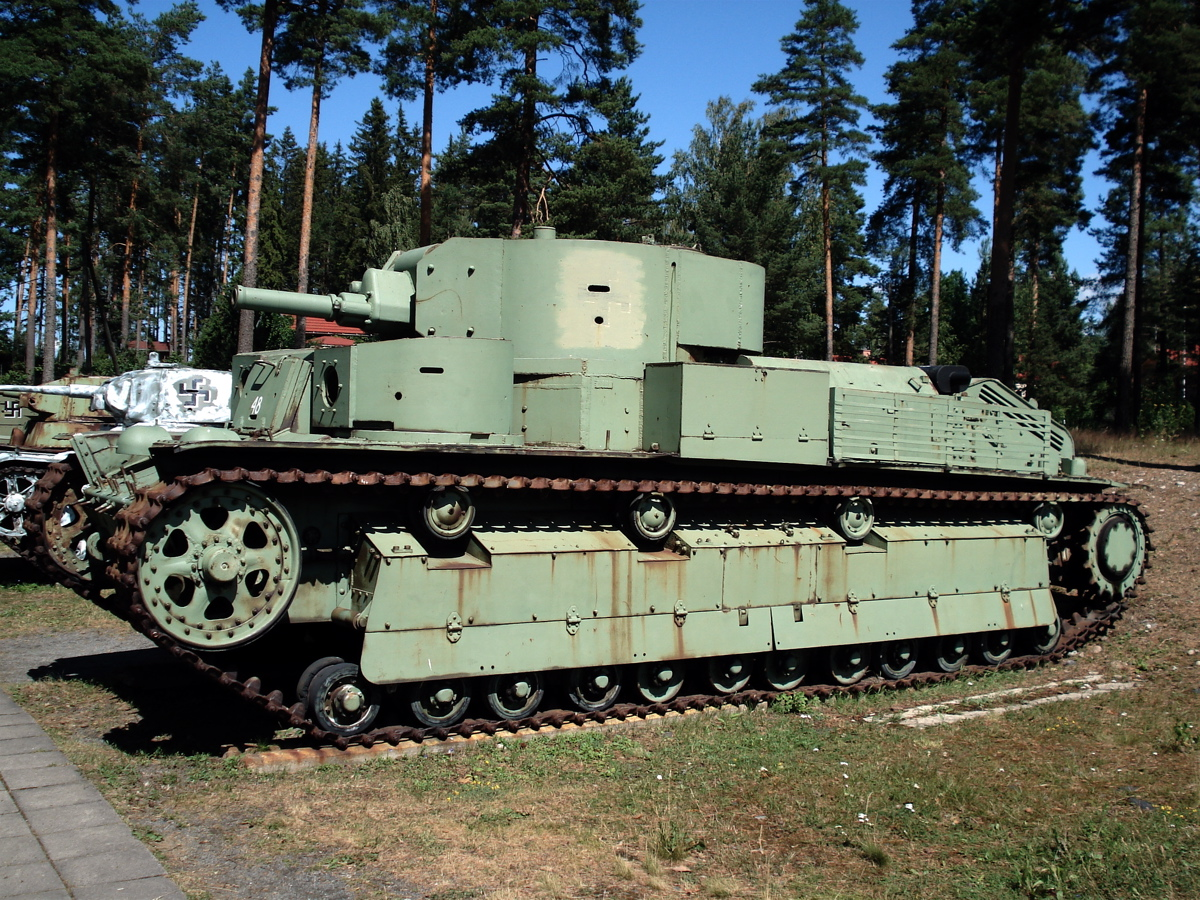
於芬蘭帕羅拉坦克博物館的T-28戰車

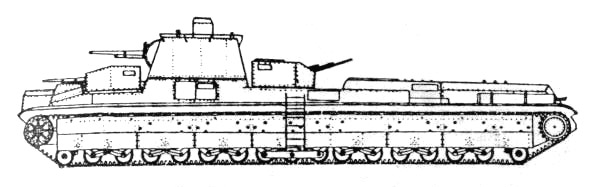
T-42重型坦克

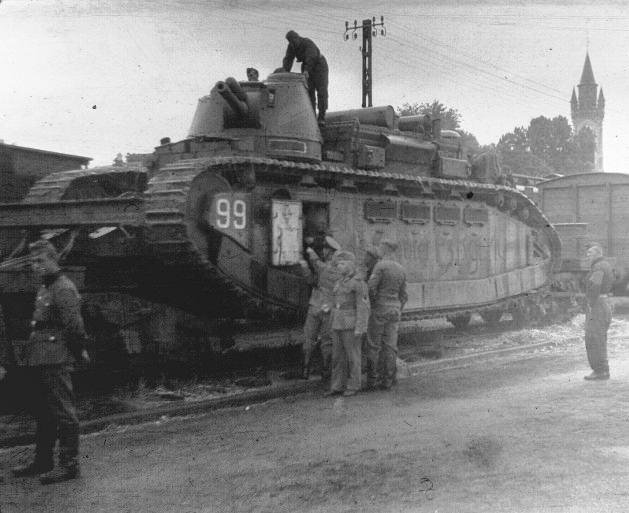
編號爲99號的2C戰車，攝於1940年夏。

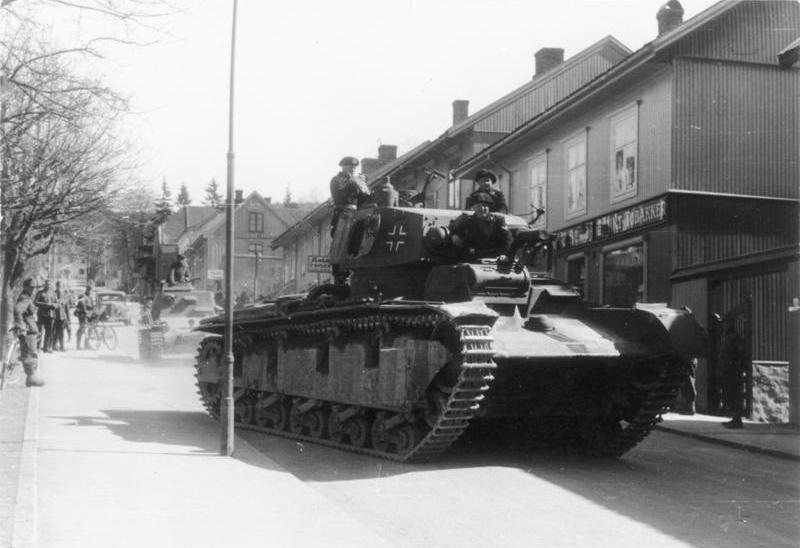
1940年，在挪威的NbFz戰車

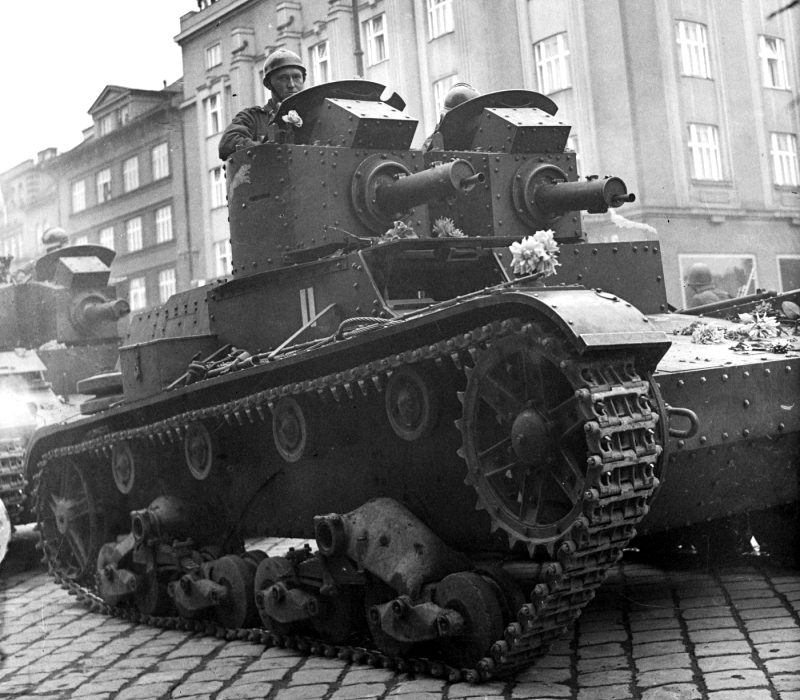
雙砲塔型的7TP戰車

- 英國
  - Mark I 坦克
  - 維克斯A1E1獨立號重型坦克（實驗車）
  - 一型巡航坦克
  - 維克斯六噸A構型

- 蘇聯
  - T-28
  - T-35重型戰車
  - SMK重型戰車（英语：SMK tank）
  - T-42重型坦克（英语：T-42 super-heavy tank）(未製造)
  - T-100重型戰車
  - KV-5（俄语：КВ-5）

- 法國
  - 2C超重型坦克重型戰車
  - FCM F1超重型坦克(未製造)

- 納粹德國
  - NbFz戰車
  - 格羅斯拖拉機
  - P-1000(未製造)

- 日本帝國
  - 九五式重戰車
  - 九一式重戰車
  - O-I超重型坦克

- 波蘭
  - 7TP雙砲塔型戰車